# فريتيوف نانسين
فريتيوف نانسين (Fridtjof Nansen) هو رحالة ومستكشف نرويجي ولد في 10 أكتوبر 1861 وتوفي في 13 مايو 1930. وله الفضل في أول رحلة استكشافية قطبية نرويجية ويعتبر أول شخص لهُ أقارب من القطب الشمالي.
دخل في عام 1881 جامعة أوسلو لدراسة علم الحيوان وعمل في متحف برجن بعد تخرجه وبدأ بحثه على النظام العصبي للحيوانات المائية.
وفي أثناء الحرب العالمية الأولى عين في منصب رئيس البعثة النرويجية في واشنطن. وفي عام 1919 أصبح رئيس البعثة النرويجية في عصبة الأمم، وفي 1 سبتمبر 1921 أصبح أول مفوض سامي للاجئين في عصبة الأمم. وفي 5 جويلية 1922 تمت المصادقة في جينيف على جواز نانسين الذي يسمح للأشخاص المهجرين بالحصول على الهوية. وعلى إثر هذا الاتفاق حصل يتجو نانسين على جائزة نوبل للسلام، وعمل من عام 1921 إلى عام 1923 عند منظمة الصليب الأحمر كمسوؤل عن التغذية.

## عبور غرينلاند

### التخطيط
نمت فكرة القيام برحلة استكشافية عبر الغطاء الجليدي في غرينلاند، في ذهن نانسين طوال سنواته التي قضاها في بيرغن. بدأ أخيرًا في تنظيم هذا المشروع، في عام 1887، بعد تقديمه لأطروحة الدكتوراه. قبل ذلك الوقت، كانت أهم عمليتي توغل داخل أراضي غرينلاند، قد قام بهما أدولف إريك نوردنسكيولد في عام 1883، وروبرت بيري في عام 1886. وكلا الرحلتين انطلقت من خليج ديسكو على الساحل الغربي، وقطعت حوالي 160 كيلومترًا (100 ميل) شرقا قبل العودة. اقترح نانسين عكس ذلك، السفر من الشرق إلى الغرب، وانتهاء الرحلة في خليج ديسكو بدلاً من البدء منه. و قال إنه سيتعين على الفريق الذي ينطلق من الساحل الغربي المأهول القيام برحلة عودة، بحيث تتأكد أي سفينة أنها لن تتمكن من الوصول إلى الساحل الشرقي الخطير وجلبهم. من خلال البدء من الشرق – مع افتراض إمكانية رسو السفينة هناك - ستكون رحلة نانسين في اتجاه واحد نحو منطقة مأهولة بالسكان. بحيث لن يكون هناك أمام الفريق خط رجعة إلى قاعدة آمنة؛ ستكون الطريقة الوحيدة للتحرك هي المضي قدمًا، وهو الوضع المناسب تماما لفلسفة نانسين.
رفض نانسين التنظيم المعقد و طاقم العمل الضخم لمغامرات القطب الشمالي الأخرى، وبدلاً من ذلك خطط لرحلته الاستكشافية بفريق صغير مكون من ستة أفراد. سيتم جر الأدوات بواسطة مزالج خفيفة الوزن مُصممة خصيصًا لذلك. توجب أيضًا تصميم معظم المعدات، بما في ذلك أكياس النوم والملابس ومواقد الطهي، من الصفر. لم تلاقي هذه الخطة ترحيبًا في أوساط الصحافة على العموم؛ فلم يكن لدى أحد النقاد أدنى شك في أنه «في حال حاولوا تنفيذ [المخطط] في شكله الحالي ... فإن احتمال أن يضيع حياته وربما حياة الآخرين بدون فائدة، تبلغ من عشرة إلى واحد». رفض البرلمان النرويجي تقديم الدعم المالي، معتبرًا أنه لا ينبغي تشجيع هكذا مهمة يحتمل أن تكون محفوفةً بالمخاطر. انطلق المشروع في نهاية المطاف بتبرعاتٍ من رجل الأعمال الدنماركي، أوغستن غامل؛ وجاءت باقي التبرعات بشكل أساسي من المساهمات الصغيرة التي قدمها أبناء بلد نانسين، من خلال حملات لجمع التبرعات نظمها طلاب الجامعات.
على الرغم من الدعاية السلبية، تلقى نانسين العديد من الطلبات من أشخاص ادّعوا أنهم مغامرون. أراد نانيسين متزلجين خبراء، وحاول تطويع متزلجي التِلمارك، ولكن مقترحاته رُفضت. وقد نصح نوردنسكيولد نانسين بأن الشعب السامي، في فنلندا في أقصى شمال النرويج، رحالة خبراء في الترحال ضمن الأراضي الجليدية، لذلك قام نانسين بتجنيد الثنائي، صموئيل بالتو و أولا نيلسن رانا. أما بقية الأماكن فقد شغلها أوتو سفيردريب، وهو قبطان بحري سابق و عمل مؤخرًا كحرّاج؛ وأولوف كريستيان ديتريكسن، ضابط في الجيش، وكريستيان كريستيانسن، وهوأحد معارف سفيردريب. جميعهم ذو خبرة في الحياة الخارجية في خضم الظروف القاسية، وجميعهم متزلجين خبراء. قبل مغادرة الفريق بقليل، حضر نانسين امتحانًا رسميًا في الجامعة، التي وافقت على تلقي أطروحته للدكتوراه. ووفقًا للأعراف السائدة، كان مطلوبًا منه أن يدافع عن عمله قبل تعيين ممتحنين ليأخذوا دور «محامو الشيطان». غادر نانسين قبل أن يعرف نتيجة هذه العملية.

### الحملة
أقلّت سفينة جيسون لصيد الحيتان فريق نانسين في 3 يونيو عام 1888 من ميناء اسافيوردور الآيسلندي. لمحوا ساحل غرينلاند بعد أسبوع، لكن الجليد الغطائي الكثيف أعاق التقدم. مع بقاء الساحل على بعد 20 كيلومترًا (12 ميلًا)، قرر نانسين إطلاق القوارب الصغيرة. كانوا على مرمى البصر من مضيق سيرميلك البحري في 17 يوليو ؛ اعتقد نانسين أنه سيؤمن طريقًا إلى قمة الجليد.
غادر الفريق سفينة جيسون «وهم في حالة معنوية جيدة وآمال كبيرة في تحقيق نتيجة سعيدة». أعقب ذلك أيام من الإحباط الشديد عندما انجرفوا جنوبًا. منعتهم الأحوال الجوية والبحرية من الوصول إلى الشاطئ. أمضوا معظم الوقت في التخييم على الجليد نفسه – فقد كان إطلاق القوارب أمرًا بغاية الخطورة.
بحلول 29 يوليو، وجدوا أنفسهم على بعد 380 كيلومترًا (240 ميلًا) جنوب النقطة التي غادروا فيها السفينة. في ذلك اليوم وصلوا إلى اليابسة أخيرًا، لكنهم كانوا بعيدين جدًا جنوبًا لبدء العبور. أمر نانسين الفريق بالعودة إلى القوارب بعد فترة راحة قصيرة والبدء في التجديف باتجاه الشمال. ناضل الفريق شمالًا على طول الساحل عبر كتل الجليد الطائفة خلال الـ 12 يومًا التالية. صادفوا مخيمًا كبيرًا للإسكيمو في اليوم الأول، بالقرب من كيب ستين بيل. استمرت الاحتكاكات العرضية مع السكان الأصليين الرُحّل مع تقدم الرحلة.
وصل الفريق إلى خليج أوميفيك في 11 أغسطس، بعد أن قطع مسافة 200 كيلومتر (120 ميل). قرر نانسين أن عليهم البدء بالعبور. على الرغم أنهم كانوا لا يزالون بعيدين في الجنوب من مكان انطلاقهم المنشود؛ كان الفصل قد أصبح في نهايته. بعد نزولهم عند خليج أومفيك، أمضوا الأيام الأربعة التالية في الاستعداد لرحلتهم. انطلقوا مساء يوم 15 أغسطس، متجهين إلى الشمال الغربي باتجاه كازيغيانغوت الموجودة على الشاطئ الغربي لخليج ديسكو- على بعد 600 كيلومتر (370 ميل).
خلال الأيام القليلة التالية، كافح الفريق بهدف الصعود. كان الغطاء الجليدي ذو سطح غادر، ويحتوي على العديد من الشقوق الجليدية الخفيّة، وكان الطقس سيئًا. توقف التقدم لمدة ثلاثة أيام بسبب العواصف العنيفة وأحد المرات بسبب استمرار هطول الأمطار. كان من المقرر أن تغادر آخر سفينة  مستوطنة كازيغيانغوت بحلول منتصف سبتمبر. استنتج نانسين في 26 أغسطس أنهم لن يتمكنوا من الوصول إليها في الوقت المناسب. فأمر بتغيير المسار إلى الغرب نحو غودهوب؛ ستكون رحلة أقصر بمسافة تزيد عن 150 كيلومترًا (93 ميلًا). وبحسب نانسين فإن بقية أعضاء الفريق «أشادوا بتغيير الخطة بالهتاف».
استمروا في التسلق حتى 11 سبتمبر ووصلوا إلى ارتفاع 2719 مترًا (8921 قدمًا) فوق مستوى سطح البحر. انخفضت درجات الحرارة على قمة الغطاء الجليدي إلى -45 درجة مئوية (- 49 درجة فهرنهايت) في الليل. وعندئذٍ، أصبح السفر نزولاً عبر المنحدر أسهل. ومع ذلك، كانت التضاريس وعرة وظل الطقس عنيفًا. كان التقدم بطيئًا: فقد أدى تساقط الثلوج الجديدة إلى جعل سحب الزلاجات كأنها تُسحب عبر الرمال.
في 26 سبتمبر، شقوا طريقهم أسفل حافة المضيق البحري غربًا نحو غود هوب. بنى سفيردريب قاربًا مؤقتًا من أجزاء  الزلاجات والصفصاف وخيمتهم. بعد ثلاثة أيام، بدأ نانسين وسفيردريب المرحلة الأخيرة من الرحلة. وهي التجديف نزولًا باتجاه المضيق البحري.
في 3 أكتوبر، وصلوا إلى غود هوب، حيث استقبلهم ممثل المدينة الدانماركية. بدايةً، أخبر ممثل المدينة نانسين أنه حصل على درجة الدكتوراه، وتلك المسألة «كانت أبعد ما يكون عن أفكار [نانسين] في تلك اللحظة». أنهى الفريق عملية عبوره خلال 49 يومًا. طوال الرحلة، احتفظوا بسجلات الأرصاد الجوية والجغرافية وغيرها من السجلات المتعلقة بالمنطقة الداخلية التي لم تستكشف سابقًا.

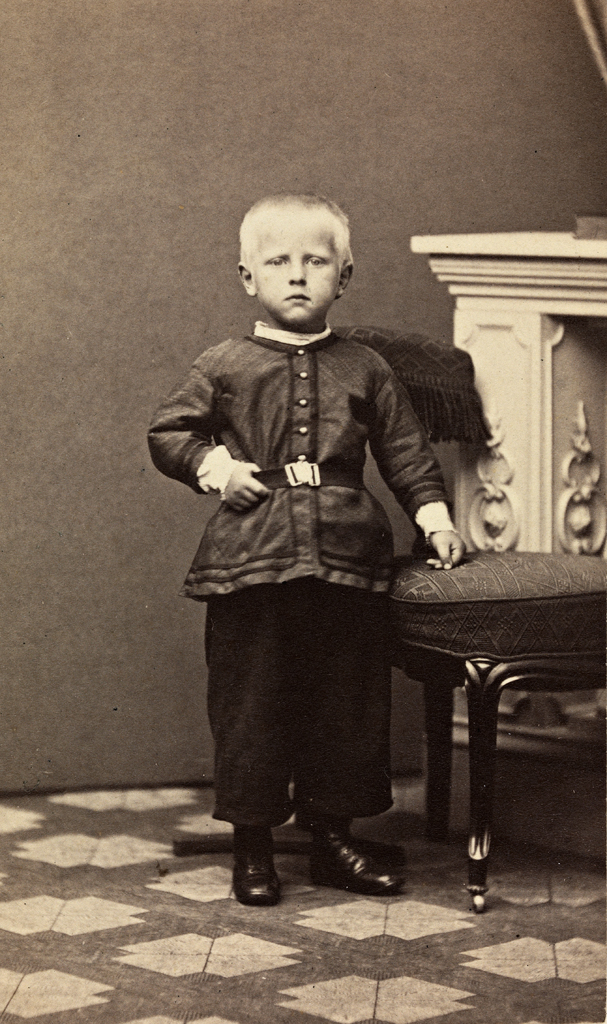
نانسن في عام 1865 (4 سنوات)

وصل باقي الفريق إلى غود هوب في 12 أكتوبر. سرعان ما علم نانسين أنه من المُستبعد أن تُستدعى أي سفينة إلى غود هوب حتى الربيع التالي. ومع ذلك، فقد تمكنوا من إرسال رسائل إلى النرويج عبر قارب يغادر إيفتوت في نهاية أكتوبر. أمضى نانيسين وفريقه الأشهر السبعة التالية في غرينلاند. في 15 أبريل عام 1889، دخلت سفينة الدب القطبي الدانماركية الميناء أخيرًا. دوّن نانسين: «لقد تركنا هذا المكان وهؤلاء الأشخاص ونحن نشعر بالحزن، هؤلاء الذين استمتعنا بينهم كثيرًا».

## وفاته
توفي في منزله أثر نوبة قلبية في 13 أيار/ماي 1930، وأُطلق إسمه على شرخ في القمر والمريخ تكريما له.

## روابط خارجية
- فريتيوف نانسين على موقع SpeedSkatingNews.info (الإنجليزية)
- فريتيوف نانسين على موقع أوليمبيديا (الإنجليزية)
- فريتيوف نانسين على موقع IMDb (الإنجليزية)
- فريتيوف نانسين على موقع الموسوعة البريطانية (الإنجليزية)
- فريتيوف نانسين على موقع مونزينجر (الألمانية)
- فريتيوف نانسين على موقع ميوزك برينز (الإنجليزية)
- فريتيوف نانسين على موقع إن إن دي بي (الإنجليزية)
- فريتيوف نانسين على موقع ديسكوغز (الإنجليزية)
- فريتيوف نانسين على موقع قاعدة بيانات الفيلم (الإنجليزية)